# Urophyllum memecyloides
Urophyllum memecyloides là một loài thực vật có hoa trong họ Thiến thảo. Loài này được (C.Presl) Vidal miêu tả khoa học đầu tiên năm 1885.